# Li Jüan-csö
Li Jüan-csö (Hszincsu, 1936. november 19. –) tajvani kémikus. 1986-ban kémiai Nobel-díjjal tüntették ki, Dudley Herschbachnal és Polányi Jánossal megosztva, „a kémiai reakciók dinamikájának kutatásáért”.

## Életrajz
Li Jüan-csö 1936. november 19-én a tajvani Hszincsuban született. Édesapja képzőművész, édesanyja pedig tanárnő volt. Általános iskolai tanulmányait akkor kezdte, amikor Tajvan japán megszállás alatt állt. Általános iskolai tanulmányai a második világháború alatt szakadtak meg, amikor a Hszincsu lakosságát a hegyekbe telepítették át, hogy elkerüljék a szövetségesek mindennapos bombázásait. Csak a háború után tudott normálisan iskolába járni. 1955-ben, a középiskolában nyújtott kiváló tanulmányi eredményei alapján felvételt nyert a Nemzeti Tajvani Egyetemre felvételi vizsga nélkül, amely gyakorlatot az egyetemek a legjobb diákok felvételére alkalmazták. 1959-ben diplomázott a Nemzeti Tajvani Egyetemen. 2007-ben a Magyar Tudományos Akadémia tiszteleti taggá választotta.